# ستانيسلاف كوليش
ستانيسلاف كوليش (بالأوكرانية: Куліш Станіслав Костянтинович)‏ هو لاعب كرة قدم أوكراني في مركز الهجوم، ولد في 8 فبراير 1989 في دنيبرو في أوكرانيا. لعب مع نادي أوليكساندريا ونادي دنيبرو دنيبروبتروفسك ونادي ميتاليست خاركيف.

## وصلات خارجية
- ستانيسلاف كوليش على موقع اتحاد أوكرانيا (الإنجليزية)
- ستانيسلاف كوليش على موقع قاعدة بيانات كرة القدم.إي يو (الإنجليزية)
- ستانيسلاف كوليش على موقع Soccerway.com (الإنجليزية)
- ستانيسلاف كوليش على موقع عالم كرة القدم.نت (الإنجليزية)